# Football gaélique de plage
Le football gaélique de plage ou beach gaelic est un sport collectif correspondant à du football gaélique joué sur sable sec.

## Histoire
Le football gaélique de plage est une nouvelle pratique au sein des sports gaéliques. Il a été développé essentiellement par des pratiquants de football gaélique hors d'Irlande. Ainsi, des tournois sont organisés à travers le monde dès les années 2000. Un tournoi est notamment organisé à Long Island près de New York en 2004 et les années suivantes. En France, le club de Nantes organise en 2008, 2009 et 2010 un tournoi à Pornichet.
On retrouve également d'autre compétitions à travers le monde comme à Wellington, à La Haye ou à Toulouse .
Des initiations ou tournois jeunes sont également organisés en France en 2013 à Saint-Lunaire et Dinard.

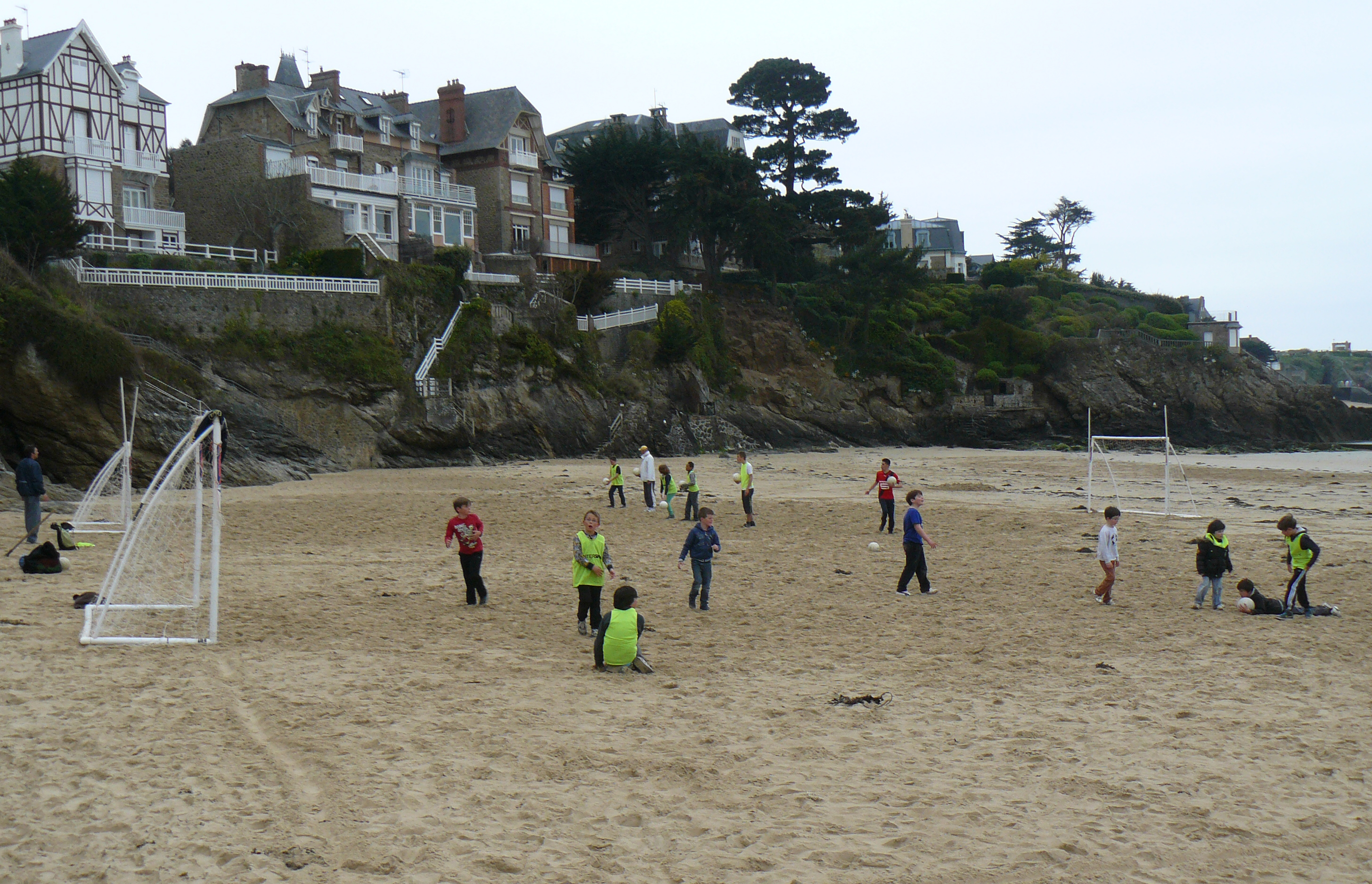
Des enfants font du football gaélique de plage

## Règles
Le football gaélique de plage n'est pas officiellement reconnu par l'instance officielle des sports gaéliques ; la GAA. Ses règles, adaptées du football gaélique, ont été codifiées par le club des Long Island Gaels. De manière générale, les règles du football gaélique de plage sont très proches des règles du football gaélique. Seuls les dimensions du terrain, la dimension de buts et le nombre de joueurs diffèrent.

### Différences entre football gaélique de plage et football gaélique
Les dimensions du terrain sont de 80 mètres par 40 mètres. Un match dure 20 minutes sans mi-temps. Chaque équipe est composée de 7 joueurs (6 joueurs de champ et un gardien de but). Les remplacements sont illimités mais ne peuvent être réalisés que lors d'un arrêt de jeu. L'utilisation de chaussures est interdite : les joueurs doivent jouer en chaussettes ou pieds nus.
Le but est similaire à un but de football gaélique, seules ses dimensions sont réduites. Le but est composé d'une cage avec de filets et surmonté de deux poteaux formant un H. Si le ballon entre dans la cage, l'équipe attaquante obtient 3 points. Si le ballon passe entre les deux poteaux verticaux, l'équipe attaquante emporte un point. Les règles de validation d'un but ou d'un point sont identiques au football gaélique.
Le type de ballon n'est pas clairement défini. Néanmoins, l'utilisation d'un ballon de beach soccer est courante.
Contrairement au football gaélique, les remises en jeu sont réalisées balle en main. Il est également possible de ramasser le ballon au sol sans réaliser de pick-up (action de soulever le ballon avec le pied, obligatoire au football gaélique). Tous les quatre pas, le joueur évoluant avec le ballon en main doit réaliser un solo avec un jongle sur le pied. Le rebond au sol (bounce) n'est pas interdit au football gaélique de plage mais il n'a que peut d'intérêt étant donné la surface aléatoire du sable.